# 平井丈一朗
平井 丈一朗（ひらい たけいちろう, 1937年8月28日 - ）は、日本のチェロ奏者・作曲家。本名は平井克明。桐朋学園短期大学卒業。
東京にて平井康三郎の長男として生まれる。幼少時に父からピアノと作曲を学び、小学校時代までにはピアノ協奏曲を含む100曲もの作品を書き上げていた。1949年から子供のための音楽教室で斎藤秀雄にチェロを学び、1954年の日本音楽コンクールのチェロ部門で優勝した。1957年にはパリで開かれたカザルス・チェロ・コンクールで特別賞を受賞し、グレゴール・ピアティゴルスキーの推薦で1961年までパブロ・カザルスの薫陶を受けた。1961年に凱旋帰国した際には、師のカザルスが指揮者として来日し、平井は師の指揮により、東京と京都でドヴォルザークなど四大協奏曲を東京交響楽団と京都市交響楽団とともに演奏した。
1961年カザルスはニューヨークでの記者会見にて、“I have taken him with me throughout all of Europe, and I have taught him all that I know. He will be my successor!”（「平井はヨーロッパ各地へ同行し、私の知る全てを教えた。平井丈一朗こそは我が後継者になるであろう！」と、彼を後継者として紹介した。
1962年にはチャイコフスキー国際コンクールのチェロ部門でソヴィエト作曲家同盟特別賞を贈られた。以来ソリストとして全世界40カ国以上で演奏活動を行っている。
1988年「第1回世界チェロ大会」で特別ゲストとして演奏（ナンシー・レーガン大統領夫人の招待）。1992年世界飢餓救済のワールド・ハンガー・コンサートに尽力。1995年「平井丈一朗アウシュビッツ・コンサート」（ポーランド）。2011年「東日本大震災被災地支援チャリティーリサイタル」開催。この時演奏した新作「祈りのアリア」と2013年初演の「幻想曲“和”」は、共に大きな反響を呼ぶ。2015年「演奏活動60周年記念演奏会」、2019年「演奏活動65周年記念演奏会」を、リサイタルおよび協奏曲の両方のプログラムにて行い好評を博した。